# Карл Мекленбург-Штреліцький
Карл Мекленбург-Штреліцький (23 лютого 1708, Штреліц — 4 червня 1752, Міров, «Принц Міровський») — член Мекленбург-Штреліцького дому. Двоє з його синів, Адольф Фрідріх IV та Карл II, пізніше стали правителями Мекленбург-Штреліцького герцогства, а дочка стала королевою Великої Британії.

## Біографія
Карл був молодшим сином правячого з 1701 р. в Мекленбург-Штреліці герцога Адольфа Фрідріха II и його третьої дружини Крістіани Емілії, уродженої принцеси Шварцбург-Зондерхаузенської. Його батько помер, коли йому було лише 3 місяці, і його кровний старший брат став спадкоємцем їхнього батька як герцог Адольф Фрідріх III. А Карл отримав від свого батька уділи Міров та Немеров. Після його смерті Карл оселився в Мірові разом із своєю матір'ю, де він жив із своєю сім'єю в замку на острові, пізніше названим «нижнім» або «новим» замком.
Пізніше він вступив до університету Грайфсвальд в Померанії.
Карл любив грати на поперечній флейті, у зв'язку з цим в 1726 році він відправився в подорож Європою, щоб більше дізнатися про музику. Після відвідин Женеви, Італії та Франції, він подався до Відня, де на деякий час поступив на службу до імператора Карла VI в званні підполковника, перед повернення в Міров.
Карл одружився 5 лютого 1735 року в Айсфельді із принцесою Єлизаветою Альбертіною, донькою герцога Ернста Фрідріха I Саксен-Гільдбургхаузенського та Софії Альбертіни, графині фон Ербах-Ербах. З веління імператора вона стала опікункою своїх дітей і регентшею герцогства, зігравши важливу роль у боротьбі за престол, а саме під час суперечки про опіку 1752—1753 рр., коли герцог Крістіан Людвіг II Мекленбург-Шверинський заявив, що він як найближчий чоловічий родич має більше прав на опіку над старшим хлопчиком. У цьому шлюбі народилося 10 дітей, шестеро з яких дожили до повноліття.
Після служби в армії Карл продовжив жити в замку Міров разом з родиною, приділяючи більшу частину свого часу управлінню маєтками й освіті своїх дітей.
Коли стало зрозуміло, що шлюб його старшого брата герцога Адольфа Фрідріха III не принесе спадкоємця чоловічої статі, відповідно до принципів секундогенітурного успадкування зросло політичне значення Міровської лінії, як можливих наступників герцогства Штреліцкого. Вже в 1738 сина Карла, Адольфа Фрідріха, вважали можливим спадкоємцем, що в принципі не доведено. Слід зазначити, що п'ять із дев'яти можновладних князів Мекленбург-Штреліц носили ім'я Адольф Фрідріх, що стало в деякому сенсі сімейною традицією іменування. У політичному протистоянні в Мекленбурзі між правлячим герцогом і лицарями, останні ставали на бік Карла, що до і під час внутрішньодержавних переговорів з питання правового врегулювання спадщини в 1755 (?) Році посилило напругу у відносини між двома рідними братами.
Карл проживав у Мірові до самої своєї смерті у 44-річному віці у червні 1752. Через 6 місяців помер його старший брат Адольф Фрідріх III, так і не залишивши законного спадкоємця чоловічої статі. Щоб уникнути значних політичних потрясінь, син Карла Адольф Фрідріх був проголошений герцогом Мекленбург-Штреліц як Адольф Фрідріх IV.

## Родина
Дружина — Єлизавета Альбертіна Саксен-Гільдбурггаузенська
Діти:
- Крістіана (6 грудня 1735 — 31 серпня 1794)
- Кароліна (22 грудня 1736)
- Адольф Фрідріх IV (5 травня 1738 — 2 червня 1794), герцог Мекленбург-Штреліцький
- Єлизавета Крістіна (13 квітня 1739 — 9 квітня 1741)
- Софія Луіза (16 травня 1740 — 31 грудня 1742)
- Карл II (10 жовтня 1741 — 6 листопада 1816), герцог, пізніше Великий герцог Мекленбург-Штреліцький, перший шлюб з Фредеріка Гессен-Дармштадтська, другий шлюб з Шарлота Гессен-Дармштадтська

- Ернст Готлоб Альберт (27 серпня 1742 — 27 грудня 1814)
- Софія Шарлотта (19 травня 1744 — 17 листопада 1818), дружина короля Георга III

- Готхельф (29 жовтня 1745 — 31 жовтня 1745)
- Георг Август (16 серпня 1748 — 14 листопада 1785), імператорський генерал-майор в Угорщині.